# Disperis majungensis
Disperis majungensis är en orkidéart som beskrevs av Rudolf Schlechter. Disperis majungensis ingår i släktet Disperis och familjen orkidéer. Inga underarter finns listade i Catalogue of Life.